# Anna Alexandrowna Kotschetowa
Anna Alexandrowna Kotschetowa (russisch Анна Александровна Кочетова, englisch Anna Kochetova; * 4. Mai 1987 in Wolgograd) ist eine ehemalige russische Handballspielerin.

## Karriere
Anna Kotschetowa lief ab dem Jahre 2002 für GK Dynamo Wolgograd auf. Mit Dynamo Wolgograd gewann sie 2009, 2010, 2011, 2012, 2013 und 2014 die russische Meisterschaft sowie 2008 den EHF-Pokal. Weiterhin stand die Rückraumspielerin in der Saison 2014/15 im Final Four der EHF Champions League. Im Sommer 2017 wechselte sie zum Ligakonkurrenten GK Astrachanotschka. Nach der Saison 2019/20 beendete sie ihre Karriere.
Kotschetowa gehörte dem Kader der russischen Nationalmannschaft an. Im Jahre 2017 nahm sie mit Russland an der Weltmeisterschaft teil. Bei der Europameisterschaft 2018 errang sie die Silbermedaille.
Kotschetowa gewann im Jahr 2005 mit Russland die U-20-Weltmeisterschaft.